# タチャ イカサマ師
『タチャ イカサマ師』（タチャ イカサマし、原題：타짜）は、2006年公開の韓国映画。観客動員数680万人を超えるヒット作となった。

## あらすじ
工場に勤める青年コニ（チョ・スンウ）は貧困から抜け出すために花札賭場で3年間貯めた金を賭けるが、賭けに負け全てを失ってしまう。後にそれがイカサマ師（タチャ）によって仕組まれた賭けだと知ったコニは、イカサマ賭博の達人ギョンジャン（ペク・ユンシク）に弟子入りし賭博の技術を学び、再び勝負する。

## キャスト
- コニ：チョ・スンウ
- チョン・マダム：キム・ヘス
- ギョンジャン：ペク・ユンシク
- グァンリョル：ユ・ヘジン
- クァク会長：キム・ウンス
- パク・ムソク：キム・サンホ
- アグィ：キム・ユンソク
- チャッキ：チュ・ジンモ
- キム・ゴン室長：キム・ギョンイク

## 受賞
- 第27回青龍映画賞：主演女優賞（キム・ヘス）
- 第27回青龍映画賞：人気スター賞（キム・ヘス）
- 第27回青龍映画賞：撮影賞
- 第44回大鐘賞：助演男優賞（キム・ユンソク）
- 第44回大鐘賞：衣装賞（チョ・サンギョン）
- 第43回百想芸術大賞：映画部門 大賞（『タチャ イカサマ師』）
- 第43回百想芸術大賞：映画部門 監督賞（チェ・ドンフン）
- 第6回大韓民国映画大賞：脚本脚色賞（チェ・ドンフン）
- 第6回大韓民国映画大賞：編集賞
- 第14回春史大賞映画祭：主演女優賞（キム・ヘス）
- 第14回春史大賞映画祭：編集賞
- 第8回釜山映画評論家協会賞：脚本賞（チェ・ドンフン）
- 第8回釜山映画評論家協会賞：助演男優賞（キム・ユンソク）
- 第8回ニューポートビーチ映画祭：審査員賞 作品賞（『タチャ イカサマ師』）[1]
- 第8回ニューポートビーチ映画祭：審査員賞 監督賞（チェ・ドンフン）
- 第8回ニューポートビーチ映画祭：審査員賞 主演男優賞（チョ・スンウ）
- 第8回ニューポートビーチ映画祭：審査員賞 主演女優賞（キム・ヘス）
- 第1回大韓民国映画演技大賞：主演男優賞（チョ・スンウ）
- 第1回大韓民国映画演技大賞：主演女優賞（キム・ヘス）
- 第1回大韓民国映画演技大賞：助演男優賞（キム・ユンソク）
- 第2回平沢ピアソン映画祭：女子俳優賞（キム・ヘス）[2]
- 第2回大韓民国大学映画祭：主演男優賞（チョ・スンウ）[3]
- 第2回大韓民国大学映画祭：主演女優賞（キム・ヘス）